# Płytka z Arslan Tash (AO 11489)

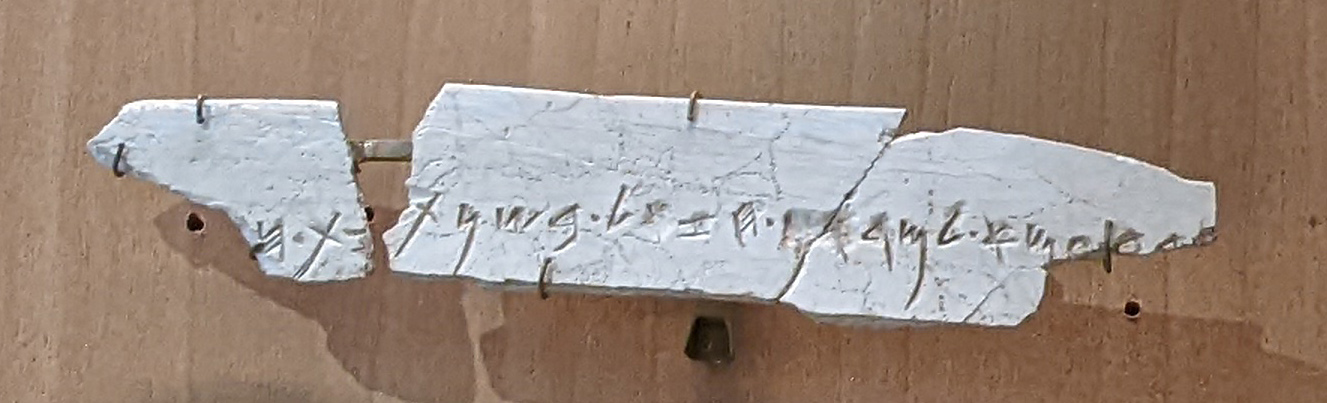
Płytka AO 11489 w zbiorach Luwru

Płytka z Arslan Tash (AO 11489) – niewielka płytka z kości słoniowej znaleziona w 1928 roku w Arslan Tash w północnej Syrii (starożytne Hadatu) przez zespół francuskich archeologów kierowany przez François Thureau-Dangina. Na płytce tej znajduje się aramejska inskrypcja w której wzmiankowany jest Chazael, znany z Biblii władca królestwa Damaszku.
Płytka wraz z wieloma innymi przedmiotami z kości słoniowej znaleziona została na miejscu pałacu z VIII wieku p.n.e. należącego do asyryjskiego gubernatora. Przypuszcza się, iż pierwotnie stanowiła ona część ozdoby łóżka. Aramejska inskrypcja na płytce jest najprawdopodobniej inskrypcją dedykacyjną lub napisem wykonanym przez królewskiego urzędnika podającym miejsce powstania tego przedmiotu. Płytka już w starożytności rozbita została na kilka części. Trzy z nich zostały znalezione. Dwie części pasują do siebie, trzecia się z nimi nie łączy. Dwie połączone części mają razem 2 cm wysokości i 7,9 cm długości, natomiast trzecia 1,9 cm wysokości i 3,2 cm długości. Cała inskrypcja na płytce rekonstruowana jest zazwyczaj następująco:
„Ten ... syn Ammy, wyrył dla naszego pana Chazaela w roku ... ”
Chazael był władcą aramejskiego królestwa Damaszku od ok. 842 do ok. 810 roku p.n.e. Według Biblii (2 Krl 8:7-15) był on początkowo ważnym dostojnikiem na dworze aramejskiego króla. Po zamordowaniu króla ok. 842 roku p.n.e. Chazael przejął tron i sam ogłosił się królem. Wzmiankowany jest on również w inskrypcjach asyryjskiego króla Salmanasara III, które nazywają go „synem nikogo”, określeniem używanym często w stosunku do kogoś, kto uzurpował władzę. W czasie panowania Chazaela królestwo Damaszku było najpotężniejszym państwem Syropalestyny, obejmującym większość południowej Syrii i Palestynę. Królestwo Damaszku istniało aż do 732 roku p.n.e., kiedy to podbite zostało przez Asyryjczyków.
Płytka wraz z innymi przedmiotami z kości słoniowej odkrytymi w Arslan Tash uważana jest za część łupu z Damaszku przywiezionego do starożytnego Hadatu przez Asyryjczyków po zdobyciu Damaszku przez Tiglat-Pilesera III w 732 roku p.n.e.
Obecnie płytka znajduje się w zbiorach Luwru pod numerem inwentarzowym AO 11489.